# 補號紙幣

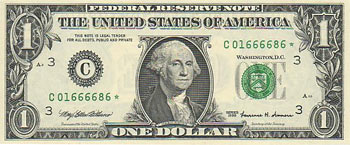
一美元面額的補號紙幣，紙幣編號後面的星形符號代表這張鈔票是印製錯誤的替補品

補號紙幣是一種特殊的紙幣，用以替換印製錯誤的紙幣，並用作控制機制，使貨幣發行單位知道要印製紙幣的確切數量。另外由於兩張紙幣的編號不能相同，紙幣經常只在編號中用特殊符號重新印製，即可將其標識為錯體紙幣的替補品。補號紙幣在各國有不同的補號方式，最為著名的即是星型補號紙幣。